# Cal Pere Jan
Cal Pere Jan és una obra de Castellolí (Anoia) inclosa a l'Inventari del Patrimoni Arquitectònic de Catalunya.

## Descripció
Casa de planta rectangular i coberta a dues vessants. Destaca un cos més alt que es remunta damunt la resta de la coberta i que acaba en terrat. És en aquest cos on es troba la porta d'entrada, dos òculs amb guardapols i un balcó. Aquest cos es pot dir que divideix l'estructura allargada d la casa en dos sectors: a la seva esquerra la casa presenta, al primer pis, un pati cobert que té tota una sèrie de portes d'arc denticulat, i la façana és dividida per una sèrie de pilastres de maó vist, formant unitat amb la barana del fals terrat. El sector de la dreta sembla haver estat construït posteriorment i presenta, com a element més remarcable, l'acabament esglaonat de la seva façana lateral. Destaca l'asimetria de tot el conjunt.